# Spanyol női labdarúgó-válogatott
A spanyol női labdarúgó-válogatott képviseli Spanyolországot a nemzetközi női labdarúgó eseményeken. A csapatot a spanyol labdarúgó-szövetség szervezi és irányítja. A női válogatott szövetségi kapitánya Montse Tomé.

## Nemzetközi eredmények

### Világbajnoki szereplés

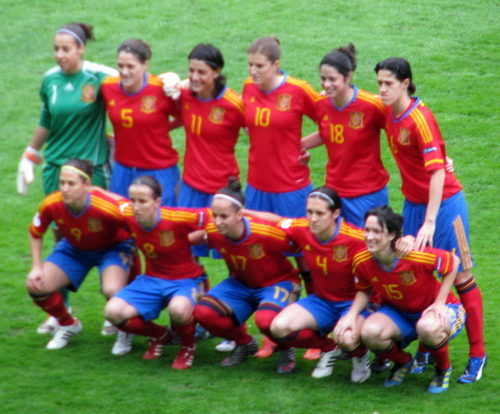
A válogatott 2012-ben.
Felső sor, balról: Ainhoa Tirapu, Ruth García, Sandra Vilanova, Adriana Martín, Marta Torrejón, Miriam Diéguez.
Alsó sor, balról: Verónica Boquete, Sonia Bermúdez, Marta Corredera, Melisa Nicolau, Silvia Meseguer.

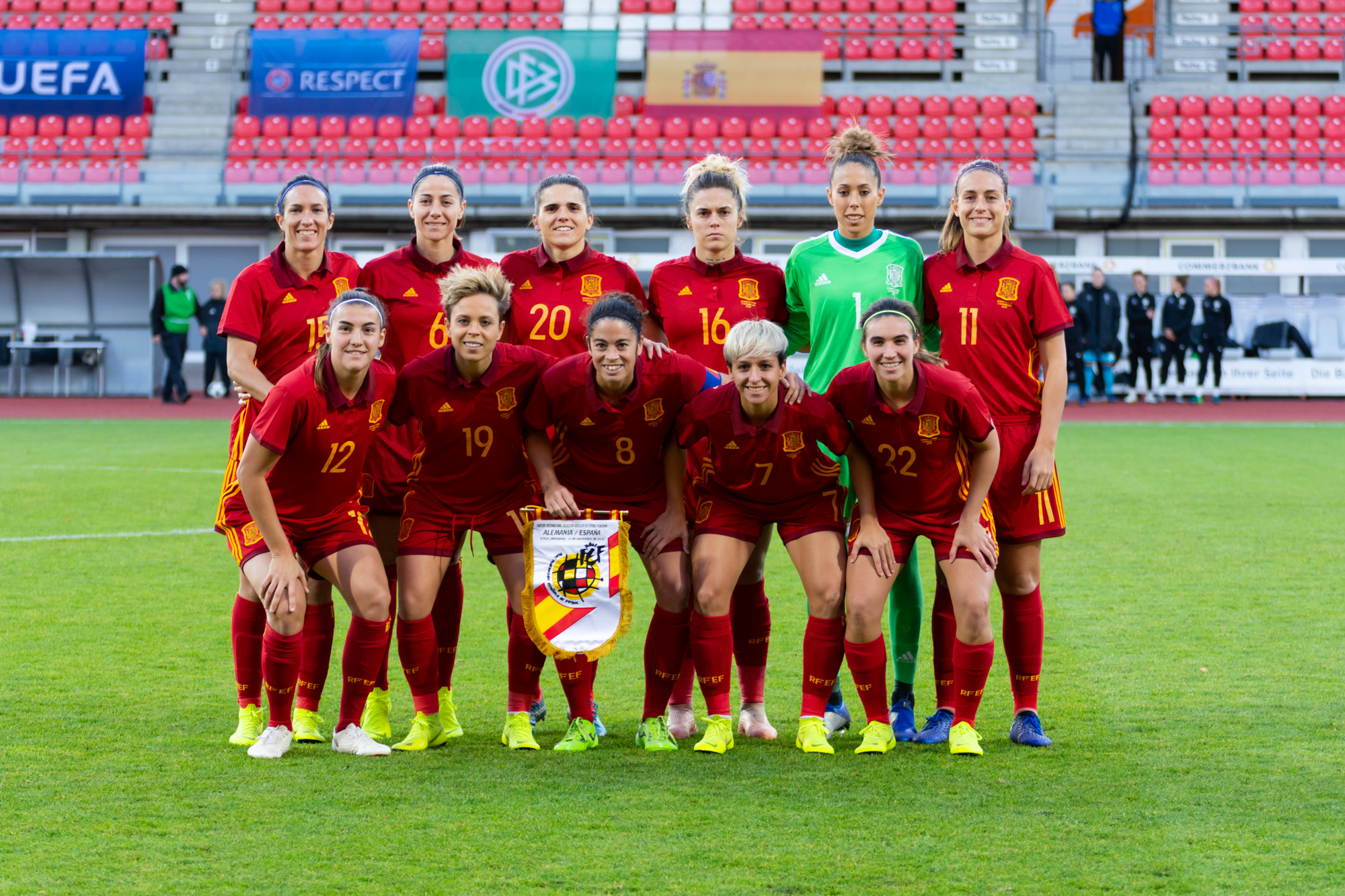
Barátságos mérkőzésen Erfurtban a német válogatott ellen 2018. november 13-án.
Felső sor, balról: Silvia Meseguer, Victoria Losada, Andrea Pereira, María Pilar León, Dolores Gallardo, Alexia Putellas.
Alsó sor, balról: Patricia Guijarro, Amanda Sampedro, Marta Torrejón, Marta Corredera, Mariona Caldentey.

| Év       | Helyszín             | Eredmény      | Hely  | M  | Gy | D | V | Rg | Kg | Gk |
| -------- | -------------------- | ------------- | ----- | -- | -- | - | - | -- | -- | -- |
| 1991     | Kína                 | nem jutott be | –     | –  | –  | – | – | –  | –  | –  |
| 1995     | Svédország           | nem jutott be | –     | –  | –  | – | – | –  | –  | –  |
| 1999     | Egyesült Államok     | nem jutott be | –     | –  | –  | – | – | –  | –  | –  |
| 2003     | Egyesült Államok     | nem jutott be | –     | –  | –  | – | – | –  | –  | –  |
| 2007     | Kína                 | nem jutott be | –     | –  | –  | – | – | –  | –  | –  |
| 2011     | Németország          | nem jutott be | –     | –  | –  | – | – | –  | –  | –  |
| 2015     | Kanada               | Csoportkör    | 20.   | 3  | 0  | 1 | 2 | 2  | 4  | -2 |
| 2019     | Franciaország        | Legjobb 16    | 12.   | 4  | 1  | 1 | 2 | 4  | 4  | 0  |
| 2023     | Ausztrália Új-Zéland | Győztes       | 1.    | 7  | 6  | 0 | 1 | 18 | 7  | 11 |
| Összesen | Összesen             | 1 cím         | 3 / 9 | 14 | 7  | 2 | 5 | 24 | 15 | 9  |

### Európa-bajnoki szereplés
| Év       | Helyszín                            | Eredmény      | Hely   | M  | Gy | D | V | Rg | Kg | Gk |
| -------- | ----------------------------------- | ------------- | ------ | -- | -- | - | - | -- | -- | -- |
| 1984     | Dánia Anglia Olaszország Svédország | nem indult    | –      | –  | –  | – | – | –  | –  | –  |
| 1987     | Norvégia                            | nem indult    | –      | –  | –  | – | – | –  | –  | –  |
| 1989     | NSZK                                | nem jutott be | –      | –  | –  | – | – | –  | –  | –  |
| 1991     | Dánia                               | nem jutott be | –      | –  | –  | – | – | –  | –  | –  |
| 1993     | Olaszország                         | nem jutott be | –      | –  | –  | – | – | –  | –  | –  |
| 1995     | Németország                         | nem jutott be | –      | –  | –  | – | – | –  | –  | –  |
| 1997     | Norvégia Svédország                 | Elődöntős     | 3.     | 4  | 1  | 1 | 2 | 3  | 4  | -1 |
| 2001     | Németország                         | nem jutott be | –      | –  | –  | – | – | –  | –  | –  |
| 2005     | Anglia                              | nem jutott be | –      | –  | –  | – | – | –  | –  | –  |
| 2009     | Finnország                          | nem jutott be | –      | –  | –  | – | – | –  | –  | –  |
| 2013     | Svédország                          | Negyeddöntő   | 7      | 4  | 1  | 1 | 2 | 5  | 7  | -2 |
| 2017     | Hollandia                           | Negyeddöntő   | 8.     | 4  | 1  | 1 | 2 | 2  | 3  | -1 |
| 2022     | Anglia                              | Negyeddöntő   | 6.     | 4  | 2  | 0 | 2 | 6  | 5  | 1  |
| 2025     | Svájc                               |               |        |    |    |   |   |    |    |    |
| Összesen | Összesen                            | 0 cím         | 5 / 14 | 16 | 5  | 3 | 8 | 16 | 19 | -3 |

### Olimpiai szereplés
| Év       | Helyszín       | Eredmény      | Hely  | M | Gy | D | V | Rg | Kg | Gk |
| -------- | -------------- | ------------- | ----- | - | -- | - | - | -- | -- | -- |
| 1996     | Atlanta        | nem jutott be | –     | – | –  | – | – | –  | –  | –  |
| 2000     | Sydney         | nem jutott be | –     | – | –  | – | – | –  | –  | –  |
| 2004     | Athén          | nem jutott be | –     | – | –  | – | – | –  | –  | –  |
| 2008     | Peking         | nem jutott be | –     | – | –  | – | – | –  | –  | –  |
| 2012     | London         | nem jutott be | –     | – | –  | – | – | –  | –  | –  |
| 2016     | Rio de Janeiro | nem jutott be | –     | – | –  | – | – | –  | –  | –  |
| 2020     | Tokió          | nem jutott be | –     | – | –  | – | – | –  | –  | –  |
| 2024     | Párizs         | Negyedik hely | 4.    | 6 | 3  | 1 | 2 | 9  | 8  | 1  |
| Összesen | Összesen       | 0 cím         | 1 / 6 | 6 | 3  | 1 | 2 | 9  | 8  | 1  |

## Jelenlegi keret
A 2019-es világbajnokságra kijelölt keret
| Szám | Poszt | Név                     | Születési dátum / Kor          | Válogatottság | Gólok | Klub                |
| ---- | ----- | ----------------------- | ------------------------------ | ------------- | ----- | ------------------- |
| 1    | K     | Dolores Gallardo        | 1993. június 10. (25 éves)     | 29            | 0     | Atlético Madrid     |
| 2    | V     | Celia Jiménez           | 1995. június 20. (23 éves)     | 22            | 0     | Reign FC            |
| 3    | V     | Leila Ouahabi           | 1993. március 22. (26 éves)    | 27            | 1     | Barcelona           |
| 4    | V     | Irene Paredes           | 1991. július 4. (27 éves)      | 62            | 8     | Paris Saint-Germain |
| 5    | V     | Ivana Andrés            | 1994. július 13. (24 éves)     | 21            | 0     | Levante             |
| 6    | KP    | Maria Victoria Losada   | 1991. március 5. (28 éves)     | 62            | 13    | Barcelona           |
| 7    | KP    | Marta Corredera         | 1991. augusztus 8. (27 éves)   | 67            | 5     | Levante             |
| 8    | V     | Marta Torrejón          | 1990. február 27. (29 éves)    | 86            | 9     | Barcelona           |
| 9    | CS    | Mariona Caldentey       | 1996. március 19. (23 éves)    | 21            | 2     | Barcelona           |
| 10   | CS    | Jennifer Hermoso        | 1990. május 9. (29 éves)       | 67            | 28    | Atlético Madrid     |
| 11   | KP    | Alexia Putellas         | 1994. február 4. (25 éves)     | 66            | 13    | Barcelona           |
| 12   | KP    | Patricia Guijarro       | 1998. május 17. (21 éves)      | 17            | 3     | Barcelona           |
| 13   | K     | Sandra Paños            | 1992. november 4. (26 éves)    | 29            | 0     | Barcelona           |
| 14   | KP    | Virginia Torrecilla     | 1994. szeptember 4. (24 éves)  | 54            | 6     | Montpellier         |
| 15   | KP    | Silvia Meseguer         | 1989. március 12. (30 éves)    | 65            | 5     | Atlético Madrid     |
| 16   | V     | María Pilar León        | 1995. június 13. (23 éves)     | 24            | 0     | Barcelona           |
| 17   | CS    | Lucía García            | 1998. július 14. (20 éves)     | 14            | 0     | Athletic Bilbao     |
| 18   | KP    | Aitana Bonmatí          | 1998. január 18. (21 éves)     | 13            | 1     | Barcelona           |
| 19   | KP    | Amanda Sampedro         | 1993. június 26. (25 éves)     | 46            | 11    | Atlético Madrid     |
| 20   | V     | Andrea Pereira          | 1993. szeptember 19. (25 éves) | 26            | 0     | Barcelona           |
| 21   | KP    | Andrea Falcón           | 1997. február 28. (22 éves)    | 7             | 1     | Atlético Madrid     |
| 22   | CS    | Nahikari García         | 1997. március 10. (22 éves)    | 8             | 1     | Real Sociedad       |
| 23   | K     | María Asunción Quiñones | 1996. október 29. (22 éves)    | 3             | 0     | Real Sociedad       |

## Lásd még
- Spanyol labdarúgó-válogatott